# Copa Sevilla 1996
Il Copa Sevilla 1996 è stato un torneo di tennis facente parte della categoria ATP Challenger Series nell'ambito dell'ATP Challenger Series 1996. Il torneo si è giocato a Siviglia in Spagna dal 23 al 29 settembre 1996 su campi in terra gialla.

## Vincitori

### Singolare
Francisco Roig ha battuto in finale  Tamer El Sawy con il punteggio di 6–3, 6–4.

### Doppio
Ola Kristiansson /  Tom Vanhoudt hanno battuto in finale  Fabio Maggi /  Juan Antonio Marín con il punteggio di 6–0, 6–7, 6–1.